# Culex abnormalis
Culex abnormalis är en tvåvingeart som beskrevs av Lane 1936. Culex abnormalis ingår i släktet Culex och familjen stickmyggor. Inga underarter finns listade i Catalogue of Life.